# Зіяд Ель-Сіссі
Зіяд Ель-Сіссі (нар. 15 грудня 1994 року, Александрія, Єгипет) — єгипетський фехтувальник на шаблях, призер чемпіонату світу, чемпіон Африки.

## Виступи на Олімпіадах
| Олімпіада  | Дисципліна          | Місце |
| ---------- | ------------------- | ----- |
| Токіо 2020 | індивідуальна шабля | 14    |
| Токіо 2020 | командна шабля      | 5     |
| Париж 2024 | індивідуальна шабля | 4     |
| Париж 2024 | командна шабля      | 6     |